# Paul American
Paul American är en amerikansk realityserie på streamingstjänsten Max, som hade premiär den 27 mars 2025. Första säsongen består av åtta avsnitt.

## Handling
Realityserien följer de två globala internetprofilerna Jake och Logan Paul. Paul-imperiet inkluderar över 150 miljoner följare, ett fight-promotionföretag, ett snabbt växande sportdrycks-varumärke, ett betting- och mediaföretag.

## Medverkande (i urval)
- Jake Paul
- Logan Paul